# Brochwel Ysgythrog
Brochwel Ysgythrog (* zwischen 488 und 510 in Powys; † um 560 in Wales) war König des historischen Landstriches Powys in Wales und Vater des St. Tysilio.

## Namensvarianten
Brochwel Ysgythrog ap Cyngen Glodrydd of Wales findet sich in verschiedenen Schreibweisen. Latinisiert heißt er Brogmaglus, auf Englisch Brockbald, weitere Namensvarianten sind Brochfael und Brocmail. Der Beiname Ysgythrog oder Ysgrithrog bzw. englisch of the tusk oder of the canine teeth wird mit „Fangzahn“ oder „Stoßzahn“ übersetzt. Einige Historiker gehen davon aus, dass hiermit sein auffälliges Gebiss beschrieben wird. Eine andere Interpretation vermutet hierin die Beschreibung eines gehörnten Helmes, den er getragen haben könnte. Tusk kann mit „Fangzahn“, „Stoßzahn“ oder „Hauer“ (lateinisch caninus) übersetzt werden und Armierungen des Helmes bezeichnen.

## Biografie
Das Geburtsdatum von Brochwel ist unklar, die ungesicherten Angaben liegen zwischen 488 und 510, 502 ist die meistverwendete Angabe. Als gesichert kann sein Geburtsort in Powys gelten. Auch sein Todesdatum ist nicht genau bekannt und wird zwischen 560 und 570 vermutet. Seine Krönung wird auf das Jahr 530 angesetzt. Er heiratete die Prinzessin Arddyn (Garddun) “the Wing Headed”, eine Tochter von Pabo Post Prydain, mit der er zahlreiche Nachkommen hatte, von denen St. Tysilio der bekannteste ist und ihm zwei Söhne auf dem Thron folgten. Aus dieser Ehe gingen hervor: Mawn ap Brochfael Ysgythrog, Tysilio ap Brochwel (bekannt als St. Tysilio), König Cynan Garwyn ap Brochfael of Powys, Iago ap Brochfael Ysgythrog, weitere Söhne waren: Cynan, Broniarth ap Brochwel, Deuddwr ap Brochwel.
Möglicherweise starb er in Pentrefoelas, Conwy, Wales. In Pentrefoelas in Gwynedd befindet sich ein Grab mit den Überresten eines mehr als 180 cm messenden Mannes, das mit einer Platte bedeckt war, welche die Inschrift Brohomagli trägt.
Ein Todesdatum um 615 ist als unwahrscheinlich anzusehen, da zu dieser Zeit bereits sein Sohn Cynan herrschte. Es wird hier von einer Verwechslung mit Brochwels gleichnamigem Enkel ausgegangen, der 613 in der Schlacht von Chester fiel. Ferner starb in dieser Schlacht ein Befehlshaber, der ebenfalls den Namen Brochfael trug.

## Volkstümliche Überlieferung
Auch wenn die frühesten Dokumente seiner Existenz aus dem 11. Jahrhundert stammen, ist Brochwel wohl kein sagenhafter König. Allerdings gibt es die Legende, dass er auf einer Hasenjagd mit der damals noch als Eremitin lebenden St. Melangell, die selbst eine Königstochter gewesen sein soll, die aber ein geistliches Leben einer Verheiratung durch ihren Vater vorzog, Bekanntschaft schloss. Melangell soll mit ihrer Kleidung einen Hasen geschützt haben, den Brochwel gerade erlegen wollte. Sie lehnte sein daraufhin vorgebrachtes Heiratsangebot ab. Der König, der von ihrem Mut und der Leidenschaft ihres Handelns beeindruckt gewesen sein soll, gab ihr daraufhin Land und Mittel, die ihr eine Klostergründung ermöglichten. Der Bischof von Asaph, Gregory Cameron, bezeichnet die St Melangell’s Church im Llangynog Valley in der Nähe von Pennant Melangell in Powys als „einen der heiligsten Plätze Europas“.